# Dirc Richard Talumewo
Dirc Richard Talumewo es un deportista indonesio que compitió en taekwondo. Ganó una medalla de plata en el Campeonato Asiático de Taekwondo de 1992 en la categoría de –54 kg.

## Palmarés internacional
| Campeonato Asiático | Campeonato Asiático    | Campeonato Asiático | Campeonato Asiático |
| Año                 | Lugar                  | Medalla             | Categoría           |
| ------------------- | ---------------------- | ------------------- | ------------------- |
| 1992                | Kuala Lumpur (Malasia) | Medalla de plata    | –54 kg              |